# Fridensborgshöjden
Fridensborgshöjden är ett naturreservat i Storfors kommun i Värmlands län.
Området är naturskyddat sedan 2016 och är 55 hektar stort. Reservatet omfattar höjder strax öster om Bjurtjärns kyrka. Reservatet består med av granskog, i väster finns sedan en hällmarkstallskog och i blöta delar björk och al. 